# Liste d'autres artistes de heavy metal
Cet article est une liste d'autres artistes de heavy metal, classés par ordre alphabétique.

## Liste
| Shawn Crahan      | États-Unis | Percussions      |
| Brandon Darner    | États-Unis | Percussions      |
| Chris Fehn        | États-Unis | Percussions      |
| Joe Hahn          | États-Unis | Disc jockey      |
| Craig Jones       | États-Unis | Échantillonneurs |
| Perttu Kivilaakso | Finlande   | Violoncelle      |
| DJ Lethal         | Lettonie   | Disc jockey      |
| Max Lilja         | Finlande   | Violoncelle      |
| Paavo Lötjönen    | Finlande   | Violoncelle      |
| Antero Manninen   | Finlande   | Violoncelle      |
| Anna Murphy       | Suisse     | Vielle à roue    |
| Eicca Toppinen    | Finlande   | Violoncelle      |
| Greg Welts        | États-Unis | Percussions      |
| Sid Wilson        | États-Unis | Disc jockey      |